# Краснополянский сельсовет (Красноярский край)
Краснополя́нский сельсовет — муниципальное образование (сельское поселение) в Назаровском районе Красноярского края. Административный центр — село Красная Поляна.

## География
Краснополянский сельсовет находится восточнее районного центра. Удалённость административного центра сельсовета — села Красная Поляна от районного центра — города Назарово составляет 24 км.

## История
Краснополянский сельсовет наделён статусом сельского поселения в 2005 году.

## Население
| 2010 | 2012  | 2013  | 2014  | 2015  | 2016  | 2017  |
| ---- | ----- | ----- | ----- | ----- | ----- | ----- |
| 2689 | ↘2674 | ↘2655 | ↘2650 | ↘2644 | ↘2624 | ↘2612 |

Гендерный состав
По данным Всероссийской переписи населения 2010 года 1313 мужчин и 1376 женщин из 2689 чел.

## Состав сельского поселения
В состав сельского поселения входят 6 населённых пунктов:
| № | Населённый пункт | Тип населённого пункта       | Население |
| - | ---------------- | ---------------------------- | --------- |
| 1 | Большой Сереж    | село                         | 524       |
| 2 | Владимировка     | деревня                      | 185       |
| 3 | Красная Поляна   | село, административный центр | 1502      |
| 4 | Лесные Поляны    | деревня                      | 234       |
| 5 | Малая Сосновка   | деревня                      | 19        |
| 6 | Ярлыково         | деревня                      | 225       |